# Şahverdili
Şahverdili è un comune dell'Azerbaigian situato nel distretto di İmişli. Conta una popolazione di 1 315 abitanti.